# 롤리아누스
롤리아누스(Lollianus, 영어: Lollian)는 고대 로마인의 개인명으로, 다음 고전 고대의 인물을 가리킨다.
- 롤리아누스(울피우스 코르넬리우스 랠리아누스, 또는 롤리아누스 스푸리우스)는 갈리아의 병사들에 의해 일반에 황제로 선포되었으나 곧 죽임을 당했다. 30인 참주 중 한 명이며, 《히스토리아 아우구스타》에 생애가 짧게 기술되어 있다. 이 이름을 가진 사람 중에서 가장 중요한 인물이다.
- 롤리아누스 아비투스는 144년의 집정관으로, 《히스토리아 아우구스타》(Pert. i.5)에는 페르티낙스가 그에게 첫 직장 휴가를 주었다고 보고되어 있다.
- Q. 플라비우스 매시우스 에그나티우스 롤리아누스는 355년의 집정관으로, 성 아타나시우스의 편지에 등장한다.
- Q. 헤디우스 루푸스 롤리아누스 겐티아누스는 롤리아누스 아비투스의 아들로, 《히스토리아 아우구스타》(Pert. vii.7)에 따르면 감히 페르티낙스를 비판했으나 처벌은 모면하였다.
- 푸블리우스 호르데오니우스 롤리아누스는 웅변가이자 철학자이다.
- 롤리아누스 티티아누스는 《히스토리아 아우구스타》(Did.Jul. viii.3)에 따르면 디디우스 율리아누스 최후의 날에 카푸아의 검투사들에게 무장을 명령한 남자이다.
- 성 롤리아누스는 사모사타의 일곱 순교자 중 한 명으로, 297년 성 히파르쿠스와 필로테우스, 아비부스, 자메스, 파라그루스, 로마누스와 함께 로마 신들의 공공 예배 참석을 거부한 죄로 황제 막시미아누스에 의해 십자가형에 처해졌다.
- 롤리아누스는 《포니키카》(페니키아 이야기)의 저자이다.
- 롤리아누스는 표면상 흑마법을 다룬 책을 썼다는 혐의로 황제 발렌티니아누스 1세의 사형 선고를 받은 남자이다.